# Sîneak, Vîșhorod
Sîneak (în ucraineană Синяк) este localitatea de reședință a comunei Sîneak din raionul Vîșhorod, regiunea Kiev, Ucraina.

## Demografie
Componența lingvistică a localității Sîneak
     Ucraineană (95,35%)
     Rusă (3,83%)
     Alte limbi (0,1%)
Conform recensământului din 2001, majoritatea populației localității Sîneak era vorbitoare de ucraineană (95,35%), existând în minoritate și vorbitori de rusă (3,83%).